# Eleonora av Albuquerque
Eleonora av Albuquerque, född 1374, död i klostret Medina del Campo den 16 december 1435, var en drottning av Aragonien, gift 1393 med kung Ferdinand I av Aragonien.  Hon var Aragoniens regent under sin sons frånvaro 1420. 

## Biografi
Eleonora av Albuquerque var dotter till Infante Sancho, greve av Alburquerque, bror till Enrique II de Trastamara, och därför barnbarn till kung Alfons XI av Kastilien; och Beatriz, dotter till Peter I av Portugal. 
Eleonora var arvtagare till länen Haro, Briones, Vilforado, Ledesma, Alburquerque, Codesera, Azagala, Alconchel, Medellín, Alconétar och Villalon. Hennes arv gjorde henne eftertraktad på äktenskapsmarknaden. 

### Drottning
Den sextonåriga Eleonora trolovades år 1390 med den tio år gamla kronprins Ferdinand av Kastilien. Äktenskapet arrangerades av Cortes i Guadalajara för att förhindra att hennes enorma arv skulle återgå till hertigen av Benavente. Vigselceremonin hölls i Madrid 1393, och äktenskapet fullbordades 1395. Äktenskapet beskrivs som lyckligt, och Eleonora var från 1396 nästan konstant gravid i flera år framåt. 
Hennes make besteg tronen som Ferdinand I 1412. Eleonora kröntes i Zaragoza den 13 och 14 februari 1414. 

### Änkedrottning
Den 2 april 1416 dog kungen i Igualada och begravdes i Poblet-klostret. Eleonora och hennes äldsta son agerade sedan gemensamt för att lösa familjeärenden. Efter makens död bosatte hon sig på slottet Medina del Campo, som förvandlades till ett kloster.
År 1418 förberedde kung Alfons en resa till Italien och han avreste i maj 1420. Eleonora fungerade som sin sons ställföreträdande regent under hans frånvaro. Under de följande striderna mellan hennes två söner stödde Eleonora sin äldste son och försökte agera medlare och diplomat mellan sina söner.